# Karen Thurøe Hansen
Karen Thurøe Hansen (født 16. januar 1918 i Kolding, død 13. september 2009) var en dansk politiker som var medlem af Folketinget for Det Konservative Folkeparti fra 1970 til 1987, dog som midlertidigt medlem fra januar 1970 til september 1971. Hun var næstformand for den konservative folketingsgruppe fra 1981 som den første kvinde. Thurøe Hansen var også medlem af Horsens Byråd fra 1962-1974.

## Opvækst og erhverv
Karen Thurøe Hansen var datter af gårdejer Sofus Nielsen. Hun fik realeksamen i 1933 fra en pigeskole i Vejle. Hun blev uddannet i detailhandel ved C. Schous Fabriker A/S (en) 1934-1936 og havde handelskoleeksamen fra 1935 og kurser i engelsk og tysk.
Hun var rejsende sælger i 2 år og blev så som 21-årig bestyrer af etparfumeri i Kolding i 1939. Hun stoppede i parfumeriet og flyttede til Horsens i 1942 da hendes mand havde fået arbejde i byen.

## Politisk karriere
Karen Thurøe Hansen blev aktiv med foreningsarbejde da hun kom til Horsens, herunder i Konservativ Ungdom. Hun blev i 1961 opfodret opfordret til at stille op kommunalvalget i Horsens hvilket hun gjorde. Thurøe Hansen var medlem af byrådet i Horsens fra 1962 til 1970.
Hun blev stillet op til Folketinget i Horsenskredsen i 1964. Det førte til at hun blev midlertidigt medlem af Folketinget 1. januar 1970, da borgmester Ole Vestergaard Poulsen i Ikast Kommune fik orlov. Ved folketingsvalget 1971 opnåede hun direkte valg og forblev i Folketinget  til folketingsvalget 1987.
Thurøe Hansen var medlem af Det Konservative Folkepartis hovedbestyrelse fra 1975. Hun blev bestyrelsesmedlem i partiets folketingsgruppe i 1979 og gruppens næstformand i 1981 som den første kvinde på posten.
Hun har desuden haft en række andre tillidshverv i det konservative parti og andre steder, herunder:
- næstformand i Horsens Konservative Kvindekreds
- medlem af Det Konservative Folkepartis kommunaludvalg fra 1965
- medlem af Det Konservative Folkepartis kvindeudvalg fra 1965
- amtsformand for De Konservative Kvindekredse i Skanderborg Amt 1965-1970
- landsformand for Konservative Kvinder fra 1979
- bestyrelsesmedlem i Turistforeningen for Horsens og omegn 1966-1970
- medlem af Skanderborg Amts skoleråd 1962-1970
- sekretær i Skanderborg Amts skolekommissioner og forældreforeninger 1965-1970
- delegeret ved FN 1972 og 1983
- medlem af Nordisk Råd fra 1982
- formand for Folketingets §71-udvalg 1979-1984

## Familie
Karen Thurøe Hansen blev gift med Peter Thurøe Hansen gift i 1941.